# Philipp von Zesen
Philipp von Zesen, född den 8 oktober 1619 nära Bitterfeld, död den 13 november 1689 i Hamburg, var en tysk skald och språkrensare.
von Zesen studerade i Wittenberg, där han blev filosofie magister, och i Leipzig. Han stiftade 1643 i Hamburg språksällskapet Teutschgesinnte Genossenschaft, som fortlevde till 1705 och i vilket han var själen. Han vistades därefter som litteratör en längre tid i Holland, vidare i Frankrike och norra Tyskland, utan ämbete eller fast anställning, men vann genom sina dikter på tyska och även på andra språk så högt anseende, att han 1648 invaldes i den förnäma Palmorden, adlades och utnämndes till kejserlig pfalzgreve, kröntes som skald och erhöll rådstiteln. 
von Zesen blev kanske mest bekant genom sina många med entusiasm skrivna arbeten över tyska språket. I dessa han gick långt i puristisk iver att ur sitt modersmål utmönstra alla främmande ord, även sådana som sedan länge använts i tyskan, och ersätta dem med inhemska ord. Vid nybildandet av dessa gjorde han ofta sig skyldig till löjlig smaklöshet. Dock har åtskilliga av dessa nya ord levat kvar. Han ivrade också hänsynslöst för en ljudenlig stavning. Sina åsikter om språk, poesi och metrik samlade han i Hochdeutsche Helikon (1640; 3:e uppl. 1656), Hochdeutsche sprachübung (1643) och Rosenmohnd (1651) med flera arbeten samt i företalen till sina diktverk. 
I musikaliskt klangrika visor upplivade han med en viss innerlighet den medeltida minnesångens kvinnodyrkan och längtansfulla vemod (Frühlingslust, 1642; Dichterische Jugend- und Liebesflammen, 1651; de andliga sångerna Gekreuzigte Liebesflammen, 1653; Dichterisches Rosen- und Lilienthal, 1660). Hans epigram är ganska goda. von Zesen var den, som införde romanen i tyska litteraturen, dels genom sina översättningar från mademoiselle Madeleine de Scudéry, dels genom egna alster. Hans första roman, Die adriatische Rosemund (1645), är en kärlekshistoria i italiensk stil, medan Assenat (1670) och Simson (1679), bägge med ämnen ur Bibeln, lider av ett vittsvävande framställningssätt i Scudérys maner, mycket olik de ändlösa perioder man träffar hos von Zesens efterföljare. Die afrikanische Sofonisbe var dedicerad till drottning Kristina.